# 샤론 블린
샤론 블린(Sharon Blynn, 1972년 1월 1일 ~ )은 미국의 배우, 사회운동가, 모델이다. 난소암 관련 재단 "Bald is Beautiful"(대머리는 아름답습니다)의 창립자이다. 마블 시네마틱 유니버스(MCU)에서 스크럴족 대장인 탈로스의 아내 소렌 역으로 출연했다.